# Adolf Furtwängler
Adolf Furtwängler (Friburgo in Brisgovia, 30 giugno 1853 – Atene, 10 ottobre 1907) è stato un archeologo e storico dell'arte tedesco.

## Biografia
Adolf Furtwängler nacque a Friburgo in Brisgovia e lì trascorse la sua infanzia. Iniziò gli studi nella città natale e successivamente li continuò a Lipsia e a Monaco di Baviera, dove fu allievo di Heinrich Brunn. 
Nel 1878 partecipò agli scavi di Olimpia, in Grecia, diretti da Heinrich Schliemann; ottenne il posto di assistente al Museo Egizio e dei Papiri di Berlino nel 1880 e fu professore prima a Berlino e poi a Monaco di Baviera, dove si recò nel 1894 per sostituire Brunn nella cattedra di Archeologia classica. A Monaco assunse la direzione della Gliptoteca. Nel 1906 pubblicò una monografia con le sue ricerche sul tempio di Afaia a Egina. Morì per una infezione contratta durante gli scavi a Egina e fu sepolto ad Atene.
Figlio di Adolf Furtwängler fu il direttore d'orchestra Wilhelm Furtwängler. Il nipote, Andreas Furtwängler, è archeologo e numismatico.

## Studi e pubblicazioni
Furtwängler fu tra i primi archeologi a considerare il valore della datazione cronologica degli oggetti in ceramica che venivano scartati come rifiuti all'inizio degli scavi. Constatando il ripetersi di vasi simili  in una serie di strati, Furtwängler li utilizzò come uno strumento per la datazione dei siti archeologici.  Il volume Die Antiken Gemmen del 1900, resta uno dei suoi lavori più influenti. L'attenzione alle personalità artistiche e le attribuzioni a partire da copie di sculture greche di epoca romana fece crescere l'interesse per lo studio degli stili nell'arte classica.
- Der Goldfund von Vettersfelde (= Programm zum Winckelmannsfeste der Archäologischen Gesellschaft zu Berlin. vol. 43, . Reimer, Berlin 1883, digitalizzato.
- Die Bronzen und die übrigen kleineren Funde aus Olympia (= Olympia. Die Ergebnisse der von dem Deutschen Reich veranstalteten Ausgrabung. Bd. 4). 2 volumi (Textbd., Tafelbd.). Asher, Berlin 1890 digitalizzato.
- Meisterwerke der griechischen Plastik. Kunstgeschichtliche Untersuchungen. 2 volumi (testo e tavole). Giesecke & Devrient, Leipzig u. a. 1893.
- Die antiken Gemmen. Geschichte der Steinschneidekunst im klassischen Altertum. 3 volumi (vol. 1: Tafeln. vol. 2: Beschreibung und Erklärung der Tafeln. vol. 3: Geschichte der Steinschneidekunst im klassischen Alterum.). Giesecke & Devrient, Leipzig u. a. 1900 (Riproduzione invariata: Antike Gemmen. Geschichte der Steinschneidekunst im klassischen Altertum. Duehrkohp & Radicke, Göttingen 2000, ISBN 3-89744-010-5).
- come curatore con Karl Reichhold: Griechische Vasenmalerei. Auswahl hervorragender Vasenbilder. Serie 1 (2 volumi: testo, tavole). Bruckmann, München 1904.
- come curatore con Ernst R. Fiechter e Hermann Thiersch: Aegina. Heiligtum der Aphaia. 2 volumi (testo, tavole). Verlag der K. B. Akademie der Wissenschaften, München 1906, testo, digitalizzato, tavole, digitalizzato.
- Kleine Schriften. a cura di Johannes Sieveking e Ludwig Curtius. 2 volumi. Beck, München 1912–1913.